# Ledinci
Ledinci (cyr. Лединци) – wieś w Serbii, w Wojwodinie, w okręgu południowobackim, w mieście Nowy Sad. W 2011 roku liczyła 1912 mieszkańców.